# Parnassius hide
Espèce
Parnassius hide est une espèce d'insectes lépidoptères de la famille des Papilionidae, de la sous-famille des Parnassiinae et du genre Parnassius.

## Systématique
L'espèce Parnassius hide a été décrite en 1987 par le lépidoptériste japonais Satoshi Koiwaya (d).

## Liste des sous-espèces
- Parnassius hide aksobhya Shinkai
- Parnassius hide gamdensis Nose
- Parnassius hide hengduanshanus Nose
- Parnassius hide meveli Weiss & Michel
- Parnassius hide poshurarinus Nose[1].

## Description
Parnassius hide est un papillon au corps couvert de poils gris argentés, aux ailes blanches suffusées de gris dans leur partie basale et veinées de gris. Les ailes antérieures sont largement bordées de gris avec une ligne submarginale de chevrons blancs dans cette bordure et marquées de gris près du bord costal. Les ailes postérieures sont finement bordées de gris, ornées  d'une ligne submarginale de chevrons gris et d'une ligne grise comprenant une tache rouge sur chaque aile.

## Écologie et distribution
Parnassius hide est présent dans les montagnes proches du lac Hulun en Mongolie-intérieure dans le nord de la Chine.

### Biotope
Parnassius hide réside en haute montagne.